# Waipoua-erdő

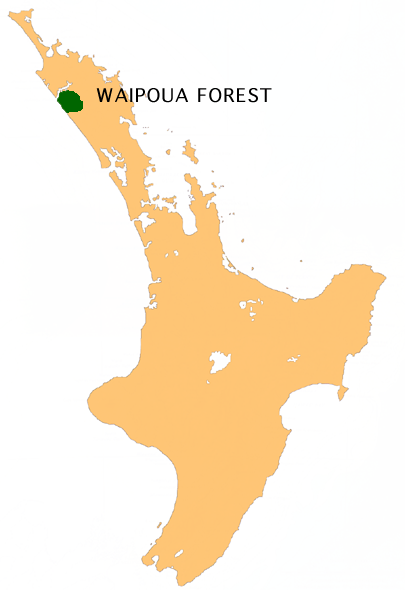
A Waipoua-erdő helyzete Új-Zéland Északi szigetén

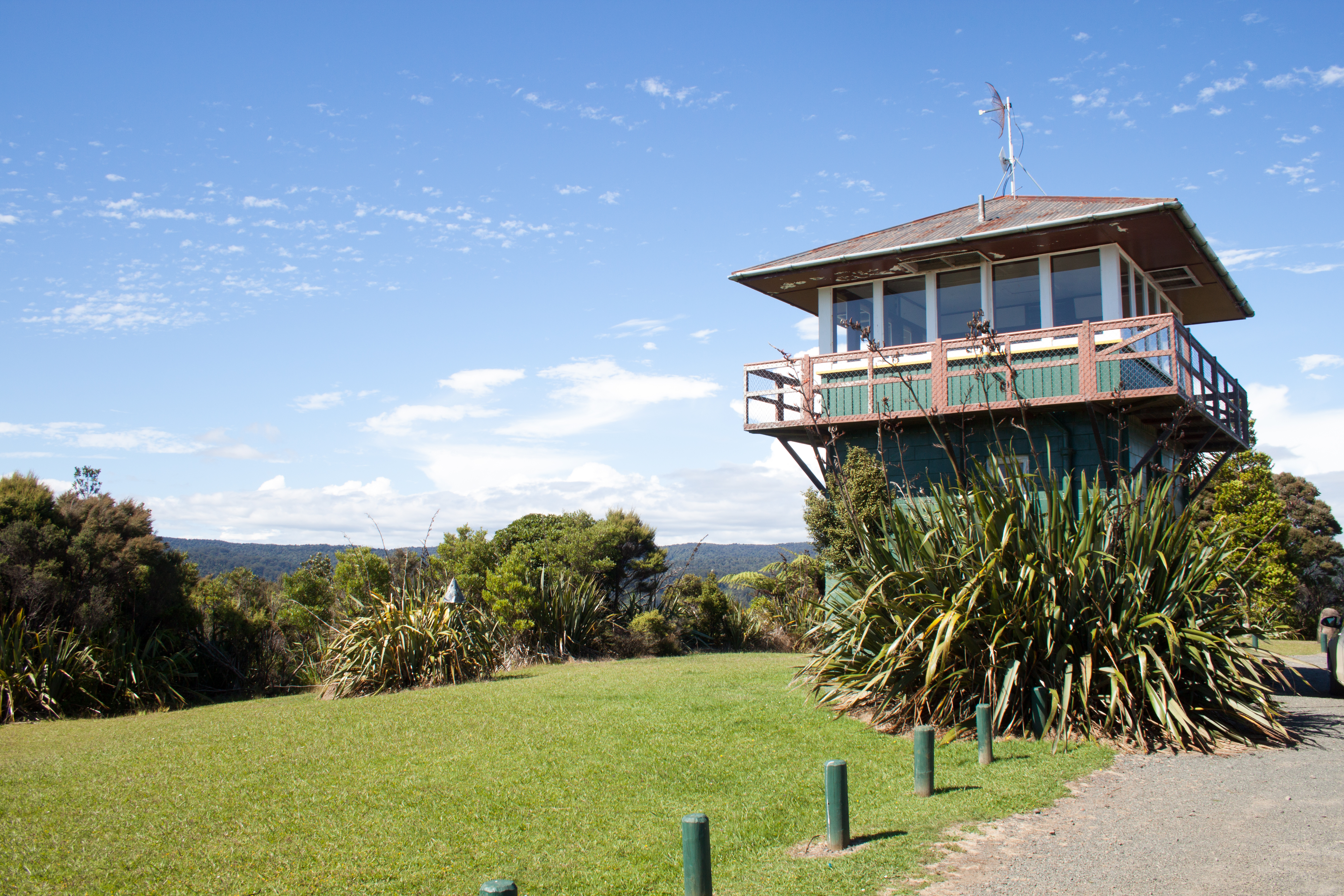
Kilátótorony a Waipoua-erdőben

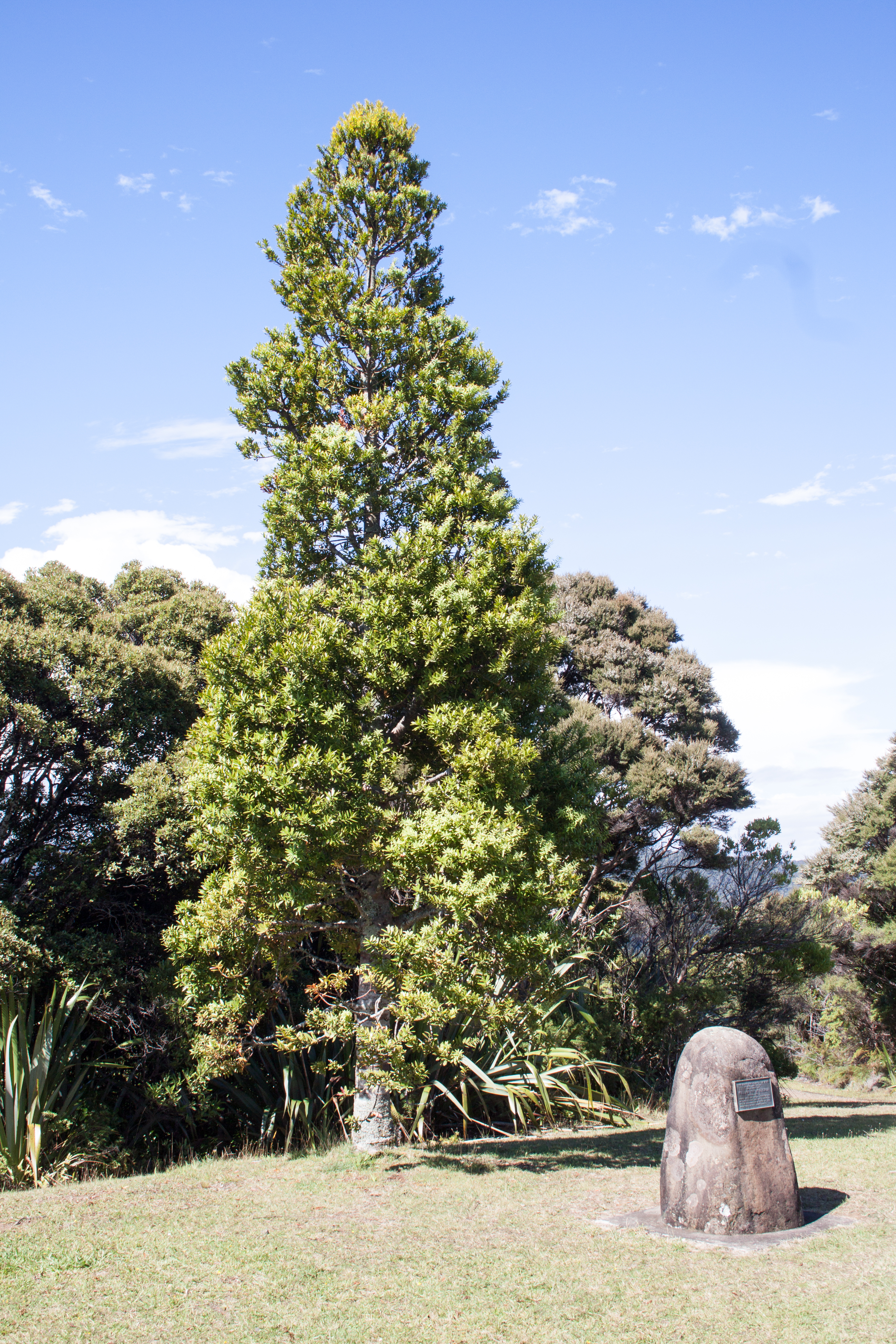
1979-ben ültetett kaurifa William Roy McGregor emlékére

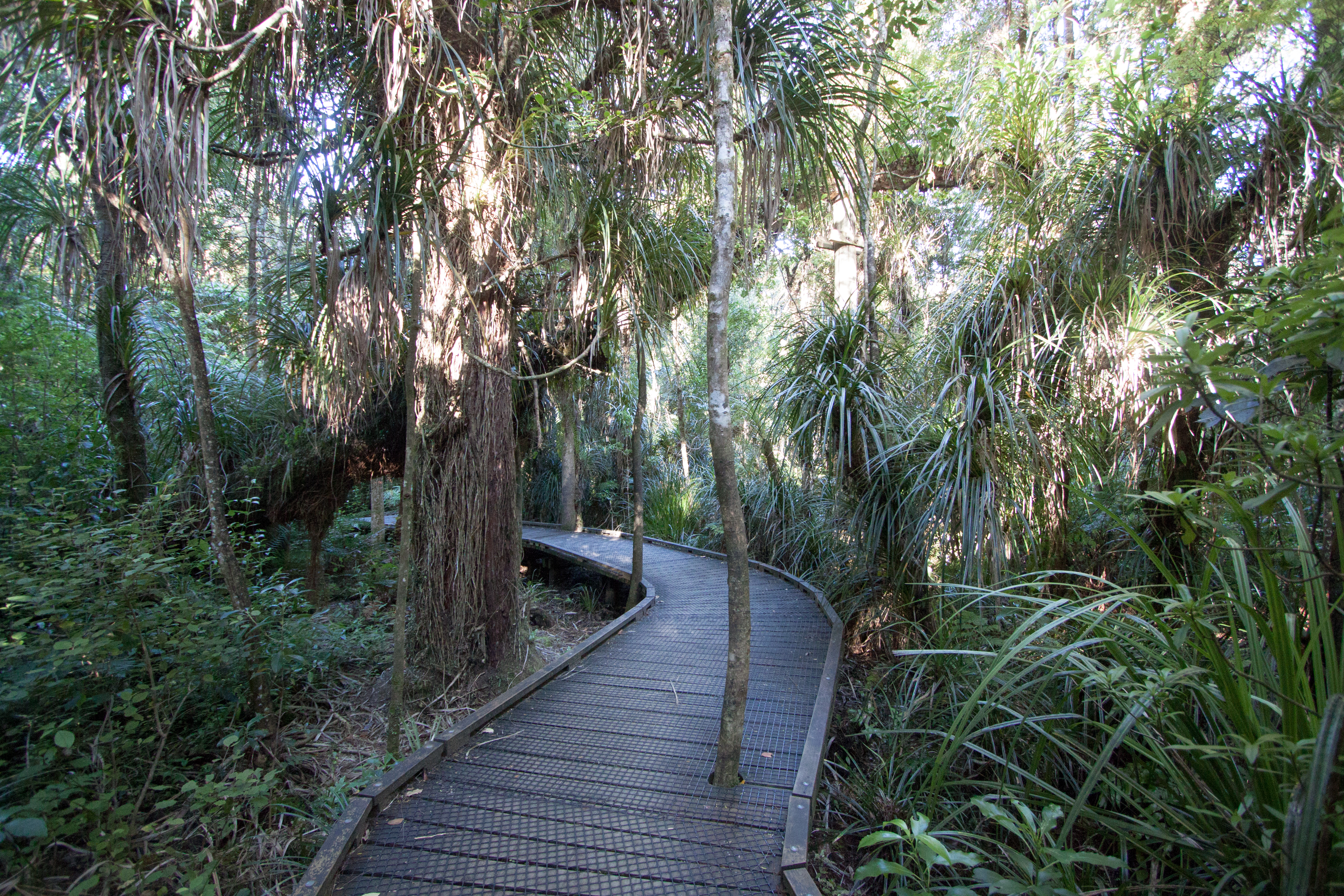
Ösvény a látogatók számára

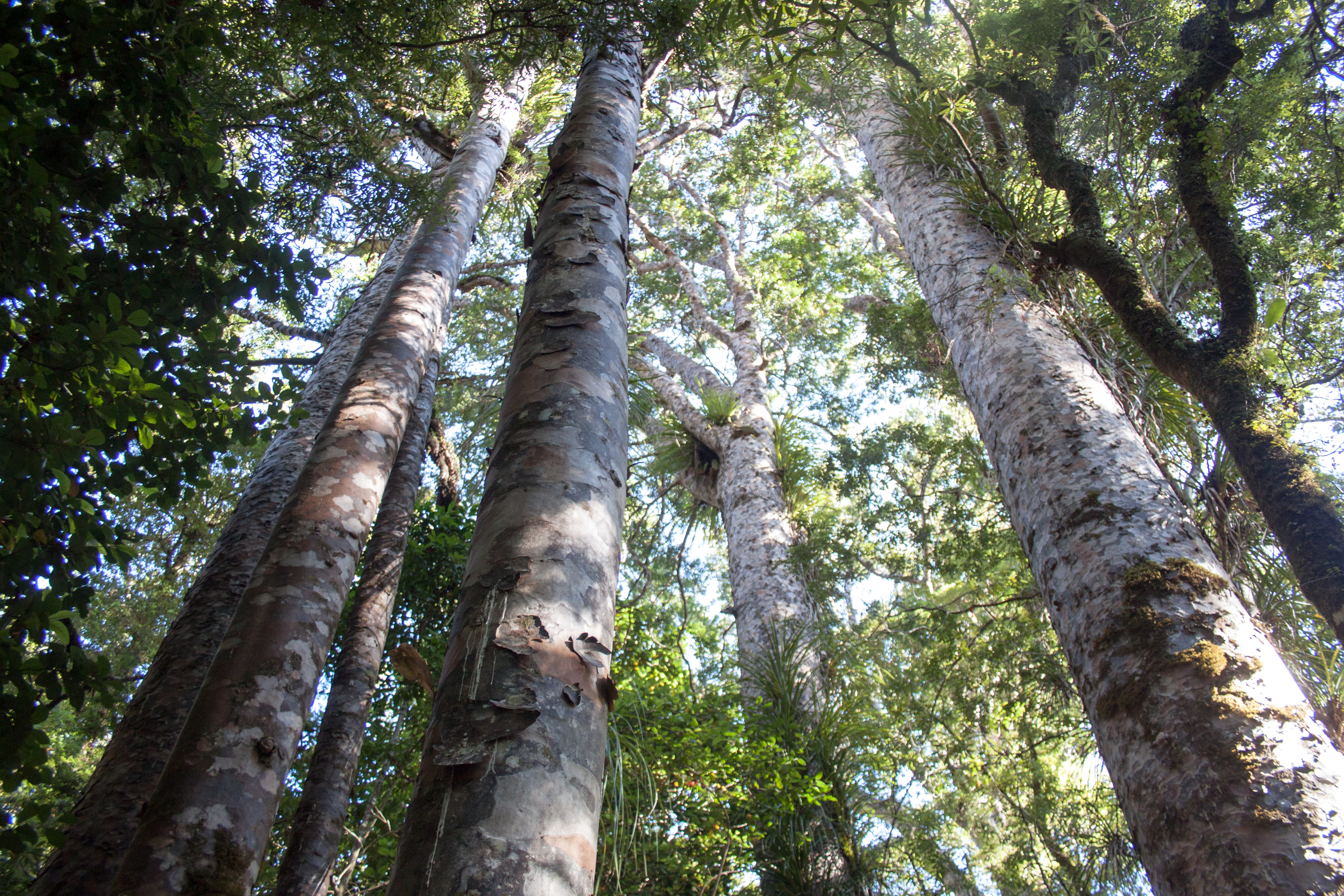
Kaurifák csoportja

A Waipoua-erdő Új-Zéland a kaurifák legnagyobb élőhelye az Északi-sziget Northland régiójában. Itt található a fafajta két legnagyobb élő példánya, a Tane Mahuta és a Te Matua Ngahere. Az erdőn át folyik a 17 kilométer hosszú, a Tasman-tengerbe torkolló Waipoua-folyó.
Az őserdőt 1952-ben nyilvánították védetté. Egy civil közösségi szervezet, a Waipoua Forest Trust segíti az erdő fenntartását. A környéken, a Hokianga Harbour közelében, több hasonló, bár ennél kisebb őserdő-terület is van, az Omahuta, Puketi, Waima és Warawara erdők, és tervezik ezek egyetlen nemzeti parkká szervezését.

## Története
A mai terület nagy részét, mintegy 80 km² gyakorlatilag érintetlen őserdőt, 1876-ban vásárolták meg a maoriktól, alig több, mint 2000 fontért. Az erdő a korai európai településektől távol feküdt és nehezen volt megközelíthető, ezért kimaradt a nagyszabású fakitermelésből. Az erdő emellett erősen csapadékos területen fekszik, ami nagyrészt megóvta a maorik és az európai telepesek által okozott, másutt gyakori erdőtüzektől is.
1885-ben a területet a State Forests Act törvény alapján mint „állami erdőtartalékot” védelem alá helyezték. 1907-ben további környező területek kerültek állami tulajdonba, és 1913-ban egy királyi bizottság javasolta a kaurierdők tartós védelmét. 1926-ban azonban utat építettek az erdőn át a környező telepesek közlekedésének megkönnyítésére. Ez az út ma a 12-es országos főútvonal, és nagyrészt a turisták eljutását könnyíti meg a nevezetes kauri-erdőbe. A legnagyobb kaurifák jól megközelíthetők az országút melletti parkolókból. 
Az 1940-es években ismertté vált, hogy az állami erdészet a Waipoua-erdőben kaurifákat vágott ki, ami nagy felzúdulást váltott ki. 1947-ben több társadalmi szervezet összefogásával 50 000 aláírást gyűjtöttek annak érdekében, hogy az egész, mintegy 160 km² kiterjedésű területet helyezzék teljes védelem alá. Az aláírásokat a civil szervezetek talicskában adták át a parlamentben. A civil szervezetek további küzdelme révén, amelynek egyik legfontosabb vezetője William Roy McGregor volt, 1952-ben végül sikerült elérni egy több mint 80 km²-es erdőrész szigorúan védett területté nyilvánítását.
2007-ben az erdőt súlyos erdőtűz fenyegette, ami a környező fenyőerdőkben és más ökológiailag fontos területeken súlyos károkat okozott, és három kilométerre megközelítette a Tane Mahuta kaurifát, a park egyik jelképét. A tűzoltók és önkéntesek erőfeszítései révén azonban sikerült a tüzet megfékezni.

## Jellegzetességei
Ez a terület Northland régió legnagyobb, viszonylag érintetlen erdeje. a tengerparttól 19 kilométerre nyúlik be a szárazföldbe és 640 méteres magasságig emelkedik. A sok csapadék (1650 mm/év a tengerszinten, 2500 mm a terület legmagasabb részén) által kilúgozott, kevéssé termékeny agyagtalaja bazalt alapon alakult ki. A kaurik általában csoportokban helyezkednek el, legtöbbször a viszonylag terméketlenebb gerinceken, bár a magasabb részeken a rimu (Dacrydium cupressinum) is egyre gyakoribb.
A Waipoua-erdő, mint a kaurierdők általában, sok más fafajtát is magába foglal. Az egyéb szubtrópusi erdőkhöz hasonlóan ezek között a fák között vannak támpilléres fák, liánokkal, kúszónövényekkel benőtt fák, epifiton növények. 
Az erdőben gyakoriak a páfrányfák és a Nikau-pálmák, az orchideák. Megtalálhatók itt – Új-Zélandon egyedül – egyes, Óceánia trópusi vidékein honos növények is, mint a puriri (Vitex lucens), a taraire (Beilschmiedia tarairi) és a kohekohe (Dysoxylum spectabile). Az erdő talaját sokfelé borítja a kaurifű (Astelia trinerva, egy liliomféle), ami csak kaurierdőben él, valamint egy sás-szerű növény, a Gahnia xanthocarpa, és itt él még a kiekie lián (Freycinetia banksii) is.

### Állatvilága
A Waipoua-erdő Új-Zéland sok endemikus madara és más állata számára is menedéket nyújt. A barna kivi, Új-Zéland egyik jelképe, a kaurierdőkben mindenütt előfordul. Hasonlóan fontos élőhely ez az erdő a nesztorpapagáj és a kecskepapagáj számára, amely fajok sok más korábbi élőhelyükről eltűntek már. A közeli Puketi és Omahuta erdőkben él még mintegy 100 kokakó, ami különösen veszélyeztetett faj. Élnek itt az endemikus új-zélandi szárazföldi emlősök még létező két fajának, az új-zélandi denevérnek, illetve a nagy új-zélandi denevérnek a példányai is.
A Waipoua-erdőben megtalálható a számos különleges új-zélandi csigaféle két ritka fajtája is, a ragadozó életmódot folytató hatalmas kauri-csigák (maori nevükön pupurangi), a csaknem nyolc cm-es átmérőjű Paryphanta busbyi és a hat cm-re növő Paryphanta watti.

## Éghajlat
A vidék éghajlata kedvező a szubtrópusi esőerdő kialakulásához. Az évi 1500 mm körüli csapadékmennyiség viszonylag kevés ingadozással oszlik el az év során; a legkevesebb, havi 80 mm körül, a nyári január hónapban, a legtöbb, 190 mm körül, a téli június hónapban hullik. Az éves középhőmérséklet 19°C, a nyári hónapokban 23°C körüli, a téliekben 15°C körüli napi átlagokat mérnek.

## Waipoua Forest Trust
A Waipoua-erdő fenntartásával foglalkozó, közösségi alapokon szervezett környezetvédelmi alap 1999-ben jött létre az országos Native Forests Restoration Trust és a helyi Te Roroa maori törzs együttműködésével. 2000-ben megindították a Millennium Kauri Forest Project-et azzal a szándékkal, hogy fiatal önkéntesek segítségével egyre nagyobb területen ültessék vissza a kaurierdőt. A projekt azóta is működik.

## Fordítás
- Ez a szócikk részben vagy egészben a Waipoua Forest című angol Wikipédia-szócikk ezen változatának fordításán alapul.  Az eredeti cikk szerkesztőit annak laptörténete sorolja fel. Ez a jelzés csupán a megfogalmazás eredetét és a szerzői jogokat jelzi, nem szolgál a cikkben szereplő információk forrásmegjelöléseként.
- Ez a szócikk részben vagy egészben a Waipoua Forest című német Wikipédia-szócikk ezen változatának fordításán alapul.  Az eredeti cikk szerkesztőit annak laptörténete sorolja fel. Ez a jelzés csupán a megfogalmazás eredetét és a szerzői jogokat jelzi, nem szolgál a cikkben szereplő információk forrásmegjelöléseként.